# Irene Alba
Irene Alba y Abad (Madrid, 29 de septiembre de 1867-Barcelona, 14 de octubre de 1930) fue una actriz española.

## Biografía

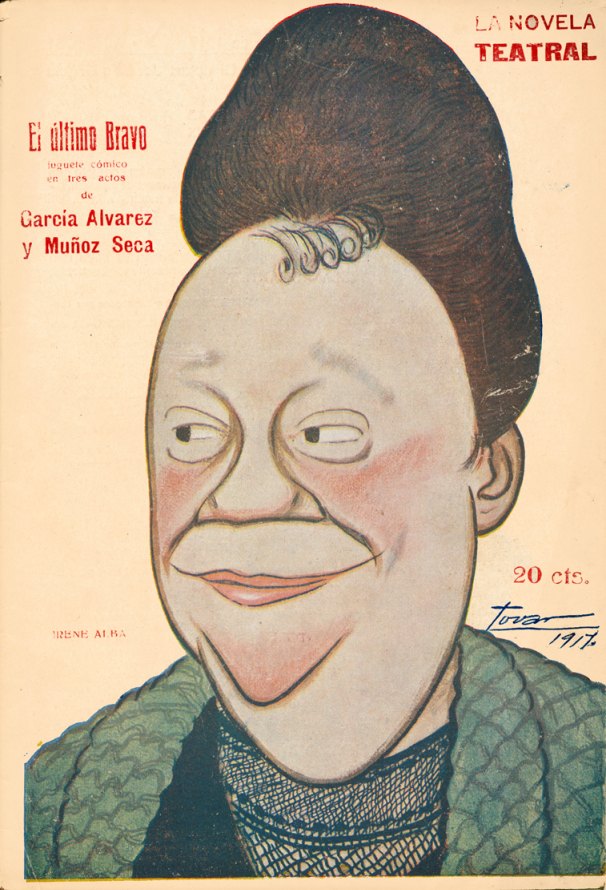
Caricaturizada por Tovar (1917)

Nacida en Madrid el 29 de septiembre de 1867, era hija del actor Pascual Alba y de Irene Abad, además de hermana de la actriz Leocadia y de José Alba. Debutó sobre los escenarios a la edad de once años.
Sus comienzos se encuentran en el llamado género chico, trabajando con asiduidad en el Teatro Apolo. Destacan El año pasado por agua (1889), El arca de Noé (1890), El chaleco blanco (1890) y sobre todo su papel de Casta en el estreno de la célebre zarzuela La verbena de la Paloma (1894); en esta representación coincidió con su padre, con su hermana y con quien dos años después se convertiría en su marido, Manuel Caba Martínez.
Tras una etapa en Buenos Aires junto a su esposo en la que interpreta entre otras, La casa del placer, El chiripá rojo y Gabino el mayoral, regresa a España en 1902.
En años sucesivos iría abandonando el género chico y estrenaría obras como La zahorí, Genio y figura (1910), El orgullo de Albacete, La casa de la Troya, Las de Caín, Mi papá, La primera conquista, El centenario, La venganza de don Mendo, El reino de Dios, Los chatos y Los caciques. 
En 1921 formó compañía con el actor Juan Bonafé, hasta 1929. Posteriormente se unió profesionalmente a Joaquín García León. Se encontraba trabajando en Barcelona cuando se agravó su estado de salud, falleciendo a los pocos días, en dicha ciudad, el 14 de octubre de 1930. Fue enterrada en el cementerio del Sudoeste.
Fue madre de los actores Irene (1899-1957), Manuel (1900-1925), Julia (1902-1988) y Josefa Caba Alba (1905-1930), y abuela de los actores Irene, Julia y Emilio Gutiérrez Caba.